# Memento
Memento er en amerikansk psykologisk thriller fra år 2000, skrevet og instrueret af Christopher Nolan. Manuskriptet bygger på en novelle af instruktørens yngre bror, Jonathan. Novellen har titlen "Memento Mori". I filmen spilles hovedrollen som Leonard Shelby, der lider af en form for amnesi, af Guy Pearce. I andre større roller ses Joe Pantoliano som Teddy og Carrie-Anne Moss som Natalie.
Denne film foregår i to forskellige narrative forløb. Det ene forløb vises i sort-hvid og fortælles kronologisk fremadskridende, mens det andet forløb, der vises i farver, er opdelt i sekvenser, der vises i omvendt kronologisk orden.
Leonards lidelse betyder, at hans korttidshukommelse svigter, således at han kun kan fastholde erindringer i få minutter. I de sekvenser, der er gengivet i farver, forsøger han at råde bod på sin tilstand  ved at skrive sine oplevelser ned på papirlapper. De vigtigste af disse informationer bliver senere foreviget på hans krop hos en tatovør. Den opmærksomme seer er derfor i stand til at skabe kronologi i historien ved at bemærke antallet af tatoveringer, som jo reduceres ved starten af hver ny sekvens.
I de sort-hvide sekvenser, som er kronologisk fremadskridende, fortæller Leonard i en række telefonsamtaler en anonym person om baggrunden for den undersøgelse af sin hustrus død, som han er i gang med at foretage. Klippene mellem de to sekvenser medvirker til at give tilskuerne et indtryk af den forvirring, Leonards tilstand har bragt ham i, og usikkerheden om, hvad der egentlig foregår og er foregået tidligere, er en væsentlig del af plottet.
En yderligere dimension i filmen er Leonards erindringer om tiden før hustruens død. Disse er indlagt som Flashbacks, primært i de sort-hvide scener, men enkelte glimt er også med i farvesekvenserne. Det er dog et spørgsmål, om en person med hukommelsestab, overhovedet er i stand til at skabe sammenhæng i disse glimt af fortiden, eller om det er glimt af ønsketænkning, disse scener fremstiller. 
Kombinationen af gyserens spændingsmæssige effekter og den klassiske krimis puslespilsteknik  er det middel, instruktøren anvender for at fange seerens opmærksomhed. 

## Plot
Memento forløber i to forskellige narrative stilarter, som kobles sammen ved filmens slutning, således at der skabes en forklaring på Leonards  motiver til at efterforske sin kones død og i løbet af denne efterforskning at begå to drab.

### Introen
Den korte intro er i farver og handlingen vises konsekvent baglæns.  Først præsenteres et foto af en død mand, dernæst kameraet, herefter at fotografiet bliver taget, et par knuste briller, en pistol, der fra jorden springer op i Leonards hånd osv., indtil slutningen på scenen, hvor en mand bliver skudt i hovedet.

### Første sekvens
Denne sekvens starter med en kort sort-hvid scene, hvor Sammy Jankis, der led af amnesi, introduceres under telefonsamtale (S/H). Leonard understreger, at Sammy manglede et system, der kunne hjælpe ham med at skabe orden i informationerne. Leonard selv, derimod, fortæller i telefonen, at han har udviklet et system, som sikrer, at han kan skelne mellem sande og falske oplysninger.
"Hukommelsen kan ændre et rums indretning eller farven på en bil. Den producerer en forklaring, ikke en gengivelse. Erindringer kan blive ændrede eller forvrængede, og de er irrelevante, hvis du er i besiddelse af kendsgerningerne." 
I den noget længere farvelagte scene bliver det klart, at den dræbte er Teddy. Denne ankommer til Leonards hotel, hvorefter de sammen kører til et øde sted, hvor Teddy bliver slået ned af Leonard. Leonard tager en patron fra sædet på en forladt bil, tvinger offeret indenfor i en skummel bygning, ser på et billede med teksten: "Teddy -stol ikke på hans løgne -dræb ham". Herefter skyder han Teddy. Leonard taler i den næste scene med en portier på et motel om sin afdøde kone og sætter en række fotografier op på væggen i sit værelse. Han er især interesseret i en ”John G.” Leonard fremtræder i øvrigt hærget, med skægstubbe og et par grimme ridser på den ene kind.

### De følgende sekvenser
Relativt tidligt i filmen indrømmer portieren, Burt, at han har udnyttet Leonards tilstand til at udleje to værelser til denne for at tjene lidt ekstra. Denne information gør det klart, at de sort/hvide scener foregår på værelse 21 og de farvelagte på værelse 304. Telefonsamtalerne foregår således i tiden forud for handlingen i de øvrige scener. 
Efterhånden som vi følger Sammys skæbne i de sort/hvide scener, bliver det klart, at han og Leonard lider af samme sygdom. Den første tatovering, der afsløres på Leonards krop er "Husk Sammy Jankis"  Det fremgår, at Leonard i sin egenskab af forsikringsagent har forsøgt at bevise, at Sammy simulerede for at få udbetalt en forsikringssum. Han fik efterhåden overbevist Sammys kone om, at manden faktisk kunne erindre noget; men da hun ville undersøge, om Sammy spillede komedie, fik det katastrofale følger. Sammy kunne ikke huske, at han allerede havde givet hende insulin, og som følge af gentagne indsprøjtninger gik hun i koma, og vågnede aldrig op. Den sidste af disse scener peger på, at den politiofficer, Leonard taler med i telefonen, er Teddy. Det er netop denne scene, der kobler handlingen sammen med starten på de farvelagte sekvenser. 
Den sideløbende handling i farver viser, hvorledes Natalie og Teddy viser stor sympati for Leonard og hjælper ham med at finde informationer, som de på afgørende punkter dog også bruger til at manipulere hans efterforskning. Selv om Natalie går i seng med ham "af sympati", behandler hun ham i flere situationer meget groft i tillid til, at han i løbet af få minutter vil have glemt det hele. I en scene, hvor hun sender ham på jagt efter den småkriminelle Dodd, siger hun direkte:
"Jeg vil misbruge dig. Jeg kan sige hvad jeg vil, du husker det ikke",
hvorefter hun kalder hans afdøde kone en luder. Hendes vedvarende provokationer får ham til at slå hende til blods, og da han er klar over, at denne hændelse er vigtig, vil han skrive den ned. Det mislykkes, fordi Natalie har forladt huset med alle skriveredskaber gemt i tasken, og da hun nogle minutter senere vender tilbage, forklarer hun sit forslåede ansigt med, at Dodd har overfaldet hende og skriver en note til Leonard med Dodds adresse. Leonard opsøger Dodds lejlighed, gennembanker Nathalies fjende og jager ham ud af byen.
Teddy virker oprigtig interesseret i at hjælpe Leonard med dennes efterforskning. Han har dog også sin egen dagsorden. Natalies elsker, Jimmy, der er narkohandler, er i besiddelse af 200.000$, som Teddy vil have fingre i, og ved at narre Leonard til at tro, at Jimmy er "John G.", får han denne til at dræbe Jimmy. Leonard har i øvrigt fået ridserne på kinden i slagsmålet med denne.
Gennem Leonards samtaler med Teddy og Natalie får vi yderligere indblik i hans jagt på sin kones formodede morder. Hans forklaring er, at to narkomaner havde voldtaget hende under et indbrud, og efterfølgende fik Leonard i et slagsmål med den ene det kraniebrud, som førte til hans hukommelsestab. Den anden havde han skudt under dramaet. Den første, som formentlig hedder "John G." eller "James G" er identisk med den person, Leonard jager.

## Slutningen
Lige før slutningen, som kronologisk er begyndelsen på de farvelagte scener, hævder Teddy, at Leonards kone faktisk ikke døde under voldtægten. Sammys kone eksisterede ikke i virkeligheden, men er et produkt af Leonards fortrængninger af, at det var ham selv, der havde givet sin kone insulinindsprøjtninger. Han tilføjer, at Leonard har opfundet nogle af sine ”erindringer” for at glemme disse kendsgerninger. Teddy viser et fotografi, som skal bevise, at Leonard med Teddys hjælp allerede havde fundet og dræbt "John G." et år tidligere. Tilsyneladende erkender Leonard, at Teddy har ret i sine påstande. Kort før filmens slutning brænder han billedet af den dræbte Jimmy, således at han har et motiv til en ny jagt på sin hustrus morder. Inden han mister erindringen om Teddys påstand, skriver han de to budskaber "Teddy – stol ikke på hans løgne" og nummeret på Teddys nummerplade på et fotografi, han har taget af denne, og skaber hermed grundlaget for sin jagt på Teddy som "John G."  I næste scene siger han til sig selv: "Du bliver min John.G ..og jeg bliver lykkelig." Til sidst kører han hen til tatovøren og får foreviget informationerne om Teddy. Han har – i alt fald midlertidigt- skabt et indhold i sit liv.

## Medvirkende
- Guy Pearce som Leonard Shelby
- Carrie-Anne Moss som Natalie
- Joe Pantoliano som Teddy (John Edward Gammell)
- Mark Boone Junior som Burt
- Russ Fega som tjener
- Jorja Fox som Leonard's hustru
- Stephen Tobolowsky som Sammy (Samuel R. Jankis)
- Harriet Sansom Harris som fru. Jankis
- Larry Holden som Jimmy (James F. Grantz)

### Kritik
Memento blev mødt med stor ros fra de fleste kritikere og nåede en rating på 93% på Rotten Tomatoes, en website som opsummerer professionel kritik.  Den kendte filmanmelder James Berardinelli tildelte filmen fire stjerner af fire mulige, og placerede den på årets top-ti liste samt som nr. 63 på alle tiders top 100-film.  
Berardinelli roste især filmens baglæns fortælling med kommentaren: "Hvad der i virkeligheden er denne films fortrin, er dens briliante, nyskabende struktur.", og tilføjede, at Guy Pearce udfører en "forbløffende…tæt og gennemført overbevisende præstation".  
William Arnold roser i Seattle Post-Intelligencer instruktøren Christopher Nolan  for "ikke blot at få Memento til at fungere som et ikke-lineært puslespil, men også som en intens gyser med atmosfære". Rob Blackwelder noterede at "Nolan formår at gøre hvert eneste element i denne film til et spor i det totale billede..efterhånden som fortællingen rulles tilbage til starten på [Leonard's] udfordringer".
På de store filmdatabase er den ligeledes højt rangeret. IMDB har den rangeret som nr. 44 over "verdens bedste film nogensinde", mens Empire Magazines eksperter vurderer den som nr. 13 blandt "alletiders bedste independent-film".
Også danske anmeldere havde megen ros til denne film, som blandt andet er blevet betegnet som "et mesterværk"  Dens særlige fortælleteknik er blevet sammenlignet med de store klassikere i litteraturen, bl.a. med kommentaren:
"Eller som en distræt Søren Kierkegaard i dag ville have beskrevet Christopher Nolans mystiske brudstykker: ”Filmen skal forstås forlæns, men opleves baglæns.”
Det var dog ikke alle kritikere, som var imponerede af filmens særlige form. Sean Burns  fremførte i Philadelphia Weekly at "..på trods af al sin formelle heksekunst er Memento i sin yderste konsekvens et iskoldt intellektuelt spil for galleriet. Så snart det pirrende gys, som puslespillets opbygning skaber, fader ud, er der intet tilbage at klynge sig til. Filmen falmer i takt med Leonards midlertidige hukommelsessvigt".
Jonathan Rosenbaum fandt filmen decideret smagløs og hævdede, at ”Memento i bund og grund er upoetisk."

### Videnskabelig kritik
Christof Koch, der er neurolog ved Caltech, et medicinsk institut i Californien betegnede Memento som "det mest præcise portræt at de forskellige hukommelsescentre, som er vist i et populært medie." mens psykiateren Esther M. Sternberg, direktør for National Institute of Mental Health karakteriserede filmen som en "næsten perfekt undersøgelse af hukommelsens neurobiologi."

## Tolkninger
Der er mange forslag til tolkninger af filmens handling. Teddys manipulationer, især da han udpeger Jimmy som "John G." er medvirkende til at skabe indtrykket af Leonard som et offer, der søger hævn over sin kone, men i øvrigt ikke ønsker at gøre andre fortræd. På den anden side er han i sin afstraffelse af Dodd meget voldelig, hans overfald på Jimmy er brutalt og det slag, han giver Natalie i ansigtet, viser også, at han ikke blot er et offer. Dette dilemma illustreres måske bedst i scenen, hvor Teddy afslører, at han har udnyttet Leonard til at dræbe Jimmy: "Du er ikke nogen morder; det er derfor, du er så god til det!" 
Pointen synes at være, at hans tilstand ganske vist blev udnyttet af andre, men den største fejlinformation var hans egen manipulation med "fakta". Denne forklaring indbærer, at hovedpersonen ikke blot er en upålidelig fortæller i de sekvenser, hvor hans hukommelse svigter, men også i de glimt, han faktisk kan huske.
Fortællepositionen, der medvirker til at publikum får sympati for den hårdt ramte Leonard, er også baggrunden for, at seeren glemmer de negative sider af hans personlighed, et trick, som bl.a. er velkendt i Agatha Christies romaner.
Instruktøren har selv i et interview hævdet, at al information til at finde "svarene på alle spørgsmål i forbindelse med handlingen", vises i filmen. Han tilføjer dog:
" men betingelserne for fortælleformen forhindrer mig i at give publikum en endelig bekræftelse. Og det er pointen".
Denne udtalese åbner muligheden for, at Leonards selvbedrag rækker et skridt videre end til at straffe Teddy for dennes udnyttelse af situationen. Det kan ikke helt udelukkes, at hovedpersonen er en psykotisk seriemorder, som simulerer sin lidelse.

## Anbefalet læsning
- Mottram, James (2002). The Making of Memento. New York: Faber. ISBN 0571214886.